# Igreja Católica na Groenlândia
O Catolicismo na Groenlândia (ou Gronelândia) faz parte da Igreja Católica mundial, sob a liderança espiritual do Papa, da Cúria Romana, e da Conferência Episcopal Escandinava. Há pouquíssimos católicos neste território esmagadoramente protestante: 50 católicos registrados e apenas 4 são groenlandeses nativos, em uma população de 57.000 pessoas. Eles são parte da única paróquia na Groenlândia, localizada em Nuuk, a capital da ilha. Todo o território da Groenlândia está sob a jurisdição da Diocese de Copenhague, na Dinamarca.
O cristianismo foi introduzido na Groenlândia no século XI, com a ajuda do rei da Noruega, estabelecendo as primeiras igrejas do hemisfério ocidental, e depois de muito esforço do povo groenlandês, a ilha recebeu um bispo. A igreja prosperou com a colônia nórdica, que viu o seu pico em 1300, e teve uma relação ativa com a Escandinávia e o continente europeu. A igreja também participou da colonização europeia das Américas. O abandono da colônia por volta de 1450 acabou com a presença da Igreja na ilha, e após a Reforma Protestante na Dinamarca, a preseça católica foi considerada efetivamente ilegal e acabou-se, até o século XX, quando foi declarada a liberdade religiosa e uma pequena presença católica restabelecida.

## História

### Idade Média
O Catolicismo foi introduzido na Gronelândia em cerca do ano 1000. Leif Ericson, filho de Érico, o Vermelho, visitou Nidaros (atual Trondheim, na Noruega) se converteu ao cristianismo, enquanto estava na corte do rei norueguês. Ele então retornou para a fazenda de seu pai, em Brattahlíð, ao sul da Groenlândia, e trouxe dois sacerdotes enviados pelo rei Olaf Tryggvason . Alguns estudiosos têm a hipótese de que, tal como a antiga Diocese da Islândia, a Groenlândia pode ter tido um bispo não-oficial antes, especificamente Bispo Érico, que foi enviado para a Groenlândia no ano de 1112, embora outros afirmem que ele era um bispo missionário, e não há nenhum registro de seu retorno. Um Bispo chamado Erik Gupson era supostamente membro de uma expedição em 1121 para localizar a costa oriental da América do Norte, que havia sido descoberta 100 anos antes. Os colonos estavam supostamente ansiosos para ter um bispo, depois de Eric não ter conseguido chegar, e ennviaram Einar Sockesson à corte do rei norueguês para solicitar um bispo. Foram levados presentes de couro, marfim e morsa, além de um urso polar ao rei, que nomeou Arnold, um de seus principais funcionários, para ser o primeiro bispo da Groenlândia e a primeira diocese, chamada Garðar, foi oficialmente criada em 1124, e da Groenlândia surgiram as primeiras igrejas conhecidas do hemisfério ocidental.
No auge de sua extensão, havia cinco mil nórdicos católicos em dois assentamentos. Dezesseis paróquias e igrejas foram fundadas, juntamente com vários mosteiros e um convento para freiras beneditinas As igrejas construídas na Groenlândia não eram propriedades particulares da igreja, mas foram construídas nas terras cedidas pelos agricultores locais e outros moradores, e recolhia uma parte dos dízimos, que eram enviados ao arcebispo de Nidaros Foram feitas tentativas por parte dos países escandinavos próximos para assumir o controle das igrejas locais e o controle norueguês da Groenlândia, em 1261, pode ter pressionado as igrejas locais a se tornarem independentes, da mesma forma que eram na Noruega.. O Bispo Arnes em 1281 contribuiu para o Óbolo de São Pedro e com as despesas da Cruzadas com morsas presas e peles de urso polar e dízimos continuou nos anos seguintes por vendendo matérias-primas para o ouro ea prata . a introdução do cristianismo é tido como a causa de uma ruptura cultural do passado, introduzindo muitas ideias e práticas europeias, tais como a construção de grandes igrejas e catedrais, e essa conexão foi mantida pelo fato de que os bispos nomeados para a Groenlândia eram da Escandinávia, e não moradores locais. Pelo menos até 1327, o Vaticano fez um recibo oficial de seis anos no valor de dízimos da Groenlândia. Em 1341, o bispo de Bergen enviou um representante nomeado, Ivar Bardarson, que voltou à Noruega com listas detalhadas de todas as propriedades da igreja, que é considerado por alguns um indicador de que a Igreja estava tentando se tornar mais independente na Groenlândia.

### Reforma

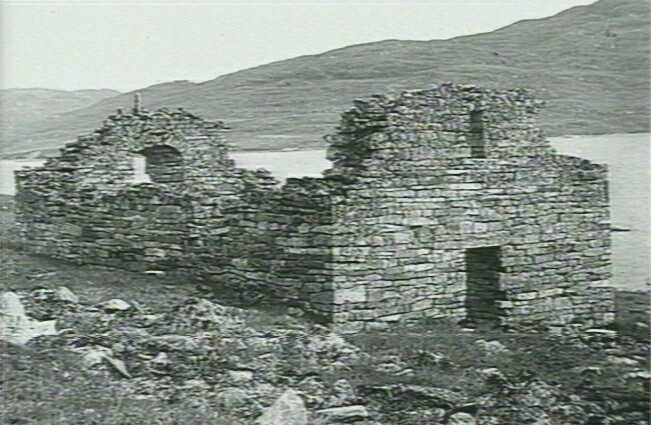
Os últimos registros escritos dos nórdicos groenlandeses são de um casamento de 1408, na igreja de Hvalsey - hoje a mais bem preservada das ruínas nórdicas

Por volta do ano 1450, os nórdicos abandonaram a ilha ou, no caso dos que se recusaram a sair, morreram de fome e em decorrência dos conflitos com os Inuítes, o povo nativo do local, e a igreja deixou de operar lá. Em 1519, o Papa Leão X nomeou Vincent Peterson Kampe como bispo de Gardar. Em uma carta enviada no mesmo ano, em 20 de junho, é descrito que Kampe foi nomeado o bispo in titulum, e também afirma que a própria diocese estava em sede vacante por causa do infiel. Também na mesma data, o Papa afirmou que Gardar tinha sido privada de um bispo por 30 anos,  por isso, é considerado por alguns especialistas que o bispo foi tratado como o chefe da diocese até 1530, e depois disso apenas como um título. Quando ele morreu, em 1530, nenhum novo bispo foi nomeado para a diocese da Groenlândia Após o último assentamento colonial nórdico ter sido destruído na América do Norte, o arcebispo de Trondenheim, Eric Walkendorf tentou enviar ajuda, mas sem sucesso. Acredita-se que as populações viquingues tenham sido incorporadas pelos esquimós, e o catolicismo extinto.

## Atualmente
A partir do século XIX, a Groenlândia era parte da Prefeitura Apostólica do Polo Norte, baseada na Noruega entre os anos de 1855-1868. Desde aquela época, a Groenlândia faz parte da Igreja Católica dinamarquesa, pela primeira vez a Prefeitura Apostólica de Copenhague, que foi elevada a Vicariato Apostólico, e mais tarde a Diocese O território estava sob a jurisdição do Vigário Apostólico de Copenhague no início do século XX. A imposição do luteranismo foi mantida na ilha até 1953, quando a liberdade religiosa foi permitida. Em 1980, as Pequenas Irmãs de Jesus estabeleceram uma fraternidade em Nuuk, com três irmãs. A Dinamarca solicitou à UNESCO o reconhecimento das ruínas da residência episcopal de Gardar como parte do Patrimônio Mundial Em 2007, uma cúpula ambiental global foi realizada em Nuuk nas dependências da igreja católica, que contou com a presença católica, ortodoxa e das Nações Unidas, com a aprovação do Papa Bento XVI.